# آندریاس بوکالاکیس

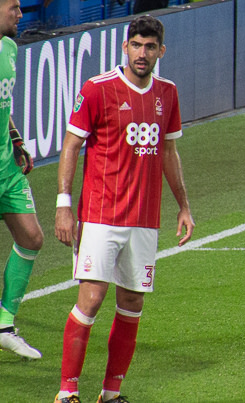
آندریاس بوکالاکیس بازیکن اهل یونان - ۲۰۱۷

آندریاس بوکالاکیس (زاده ۵ آوریل ۱۹۹۳) یک بازیکن فوتبال اهل یونان است. وی برای المپیاکوس بازی می‌کند.